# Distributore automatico
Un distributore automatico (colloquialmente anche macchinetta) è una macchina che eroga prodotti e/o servizi su richiesta di un utente, previo pagamento.

## Storia
Si pensa che il primo distributore automatico sia stato inventato da Erone di Alessandria il quale nel I secolo d.C. mise a punto una macchina distributrice di acqua per cerimonie propiziatrici nei templi, azionata per mezzo di monete che, cadendo su una leva, aprivano una valvola, erogando una determinata quantità di acqua.

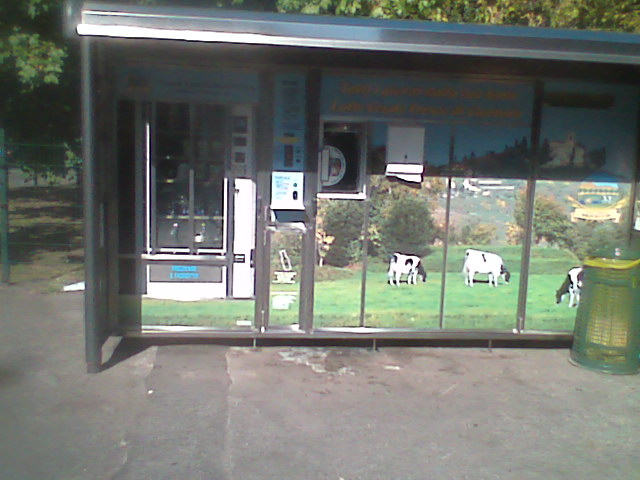
Un distributore automatico di latte a Monza

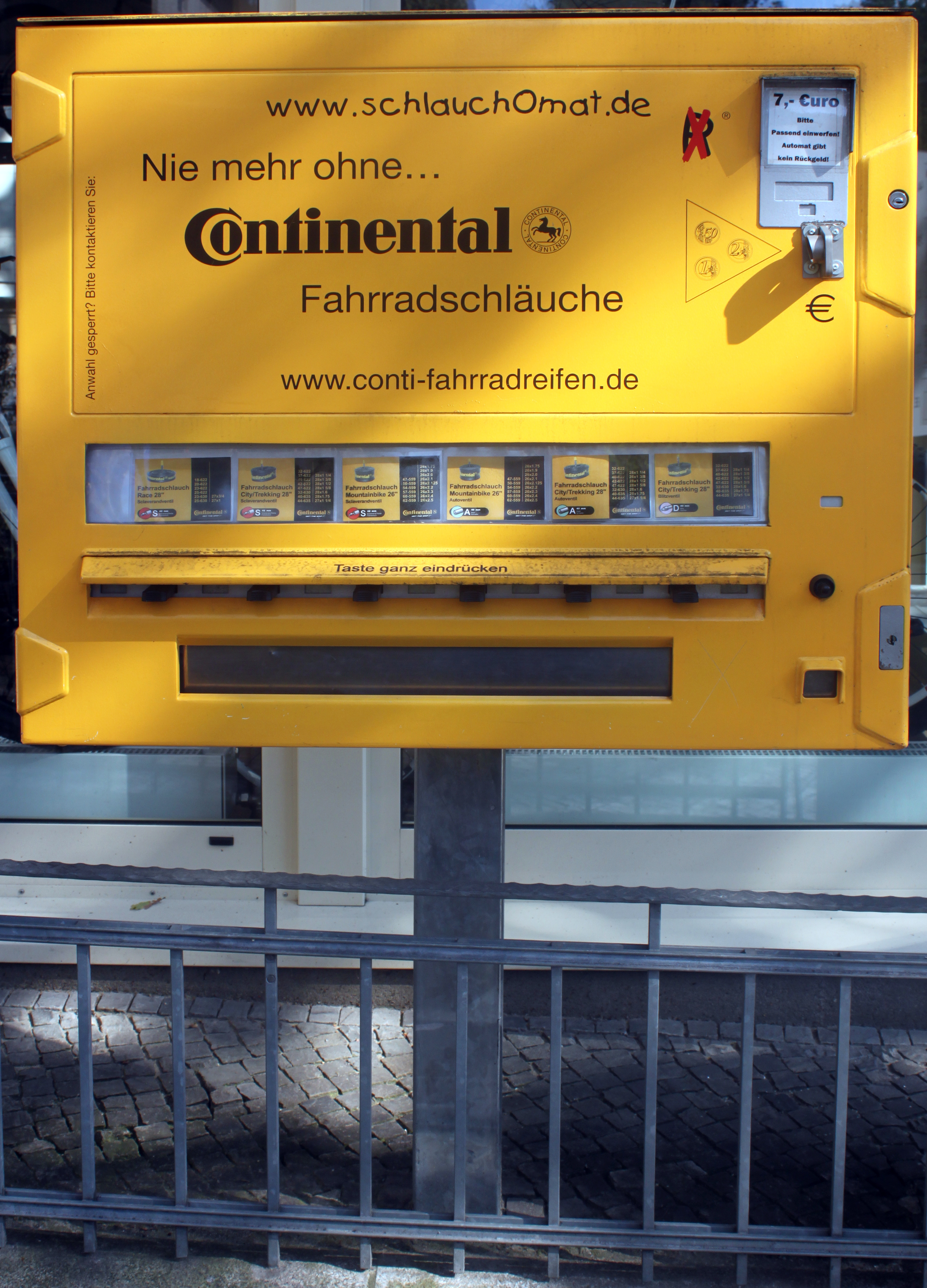
Distributore automatico di camere d'aria per bicicletta a Berlino, Germania

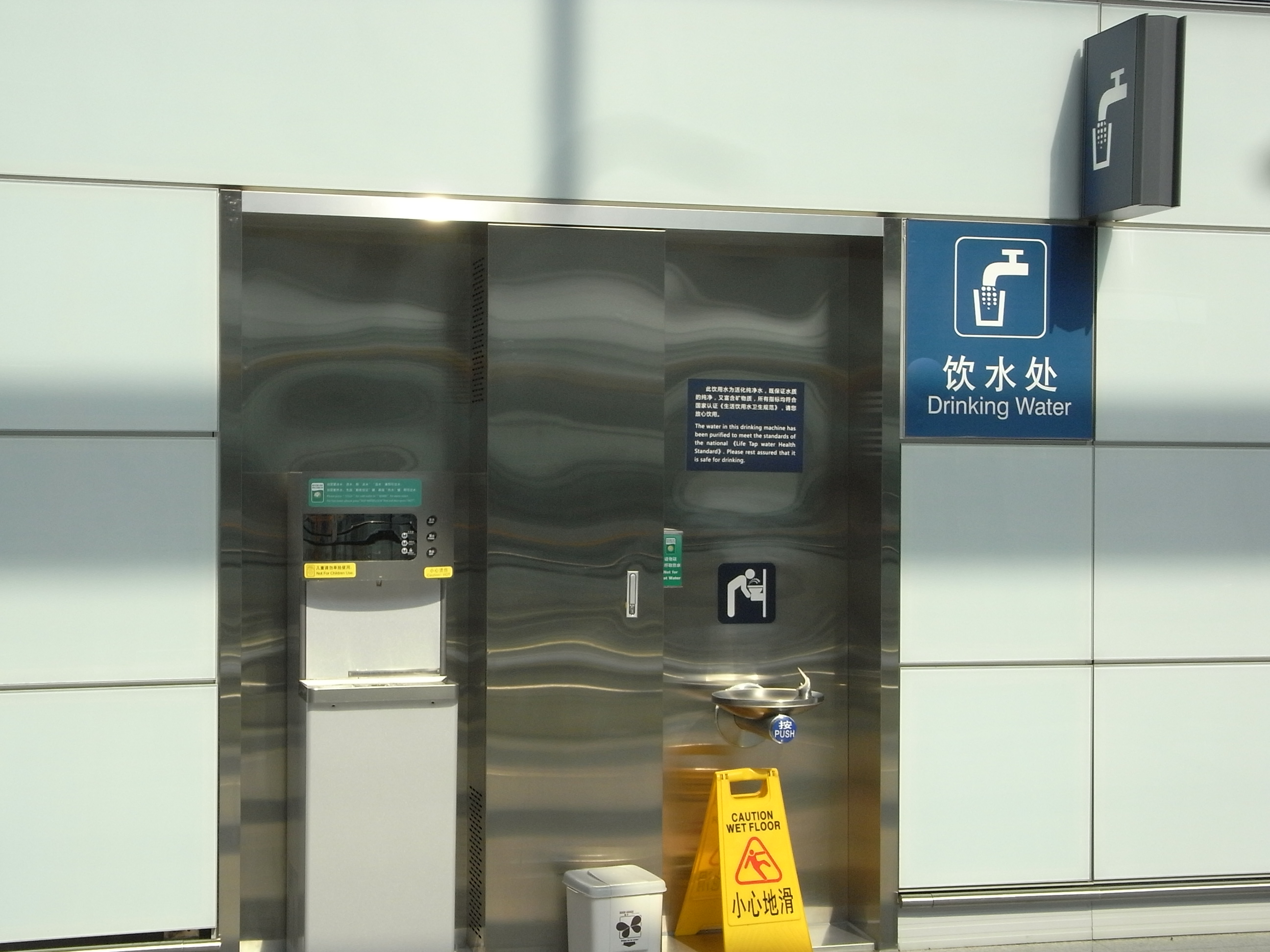
Un distributore automatico d'acqua all'Aeroporto internazionale di Pechino

In Italia nei primi anni sessanta vengono utilizzate le prime apparecchiature automatiche provenienti dagli USA. Coca Cola esportò in Italia i primi distributori automatici nel 1953. Nel 1963 la Faema, già affermata costruttrice di macchine da caffè da bar, produce il primo distributore di caffè espresso: lo chiama "E61" usando lo stesso nome di un'altra sua macchina di successo pensata per i bar. L'E61 era in grado di macinare il caffè e poteva erogare un caffè espresso tramite l'inserimento di una moneta da 50 lire. Le macchine, inizialmente, erano molto costose e destinate a utenze di grandi dimensioni (oltre 50 utenti), si sono progressivamente evolute

## Distributori automatici convenzionali

### Macchina automatica per il cambio di banconote
Un cambiamonete è un distributore automatico che accetta valuta in banconote di grosso taglio e restituisce una quantità uguale di valuta in banconote o monete più piccole. In genere, queste macchine sono utilizzate per erogare monete in cambio di cartamoneta, nel qual caso sono spesso chiamate anche cambia banconote.

### Distributori automatici di contraccettivi e preservativi
Un distributore automatico di contraccettivi è un distributore automatico che vende contraccettivi come preservativi o contraccezione d'emergenza. I distributori automatici di preservativi sono spesso installati nei bagni pubblici, nelle stazioni della metropolitana, negli aeroporti o nelle scuole, come misura di salute pubblica per promuovere il sesso sicuro. Molte farmacie lo tengono anche all'esterno per accedervi dopo l'orario di lavoro. Esistono rari esempi di distribuzione di preservativi femminili o di pillole "Morning After Meals".

### Distributore automatico di caffè
Un distributore automatico di caffè è un distributore automatico che eroga caffè caldo e altre bevande a base di caffè. La storia delle macchine da caffè commerciali risale al XIX secolo, quando la prima macchina da caffè espresso, inventata da Angelo Moriondo, fu introdotta nel 1884 a Torino, in Italia. I modelli più vecchi utilizzavano caffè istantaneo o caffè liquido concentrato e acqua calda o bollente e aggiungevano condimenti come panna e zucchero.

### Distributore automatico di giornali
Un distributore automatico di giornali o un'edicola è un distributore automatico progettato per distribuire giornali. I distributori automatici di giornali sono utilizzati in tutto il mondo e possono essere un importante metodo di distribuzione per gli editori di giornali.

## Prodotti erogati
I prodotti venduti cambiano molto da paese a paese. Per esempio alcuni Paesi vendono bevande alcoliche, mentre in altri paesi questo è vietato dalla legge. I distributori automatici generalmente forniscono:
- snack e bevande;
- pasti caldi
- giornali e sigarette;
- biglietti, tessere prepagate, tagliandi;
- latte fresco e latticini;
- carburanti;
- lavaggio e pulizia veicoli;
- preservativi e articoli simili;
- camere di hotel e motel;
- libri;
- gratta e vinci.